# Knežji dvorec, Ljubljana
Knežji dvorec (Fürstenhof) je uveljavljeno ime za palačo knezov Auerspergov, ki je stala na mestu današnje Narodne in univerzitetne knjižnice v Ljubljani.
Sredi 17. stoletja so stavbo zgradili na območju tedanjega Novega trga po naročilu Volka Engelbrechta Turjaškega. Veljala je za najimenitnejšo mestno palačo, a so jo podrli po potresu leta 1895, ko je bila deloma poškodovana.
Kako je izgledala palača, je razvidno na risbi iz leta 1665, ki jo hranijo v Valvasorjevi grafični zbirki v Zagrebu.
Dvonadstropna stavba je imela obliko črke U, s čelom obrnjena na Gosposko ulico, bivalni trakt pa je bil naslonjen na mestno obzidje. Na pročelju je bil stolpičast izzidek za dve nadstropji višji od stranskih kril. Stavba je bila baročno oblikovana, pod napuščem nazobčano okrašena. Na dvoriščno stran so bile arkade razen vrhnje nadstropje, kjer so bile balustradne ograje, ki so varovale pohodni balkon. Arkade so bile vse enake, podprte s kvadratnimi stebri v pritličju in okroglimi v etažah. Na dvorišču je stal razkošen paviljon, ki je služil kot okras.
Posebej lepa je bila svečana dvorana. Znana je po ohranjenih fotografijah. Stene so bile poslikane s stebrišči, girlandami in antičnimi figurami v sivi tehniki grizaj. Nad narisanimi stebri, povezanimi z gredo je bila balustradna ograja, nad njo pa obok z mitološkimi prizori. Poslikavo so nekoč pripisovali slikarju Almanachu.
Dvorec je imel tudi renesančno-baročni park. Razprostiral se je na območju kasnejšega uršulinskega vrta ali današnjega Kongresnega trga. Na Kranjskem je veljal za najrazkošnejšega, v njem je bilo polno okrasne arhitekture, o čemer je pisal tudi Valvasor. Vrt je v naslednjih stoletjih izginil v pozidavah, le kamnita korita, ostanki vodnjaka, so razmeščena po Ljubljani.
Ob podiranju Knežjega dvorca leta 1937 so našli srebrno, z 22 karatnim zlatom pozlačeno ploščico z napisom (v prevodu Rudolfa Moleta): »Jaz, Wolf Engelbrecht, Svete Rimske države grof Turjaški in najvišji dedni deželni maršal in najvišji deželni komornik, kakor tudi rimskega cesarskega veličanstva tajni svetovalec, uradni predsednik odbornikov in deželni glavar na Kranjskem, sem to poslopje v božjem imenu začel dne 20. aprila 1660. Imej v časti usodo.« Ploščico hranijo v Narodnem muzeju v Ljubljani.
Rušenje dvorca je pomenila izgubo najpomembnejše profane baročne stavbe v Ljubljani.